# FA Cup 2021/22
Der FA Cup 2021/22 (Sponsorname: The Emirates FA Cup) war die 141. Austragung des weltweit ältesten Fußballpokalturniers The Football Association Challenge Cup, oder FA Cup. Diese Pokalsaison begann mit 729 Vereinen.
Der Pokalwettbewerb begann am 7. August 2021 mit der Extra-Vorrunde und endete mit dem Finale im Wembley Stadium in London am 14. Mai 2022.

## Kalender
| Runde                      | Datum              | Spiele | Vereine   | Neueinstiege | Prämien                                |
| -------------------------- | ------------------ | ------ | --------- | ------------ | -------------------------------------- |
| Extra-Vorrunde             | 7. August 2021     | 174    | 729 → 555 | 348          | Sieger: £1.125 Verlierer: £375         |
| Vorrunde                   | 21. August 2021    | 155    | 555 → 400 | 136          | Sieger: £1.444 Verlierer: £481         |
| Erste Qualifikationsrunde  | 4. September 2021  | 121    | 400 → 279 | 87           | Sieger: £2.250 Verlierer: £750         |
| Zweite Qualifikationsrunde | 18. September 2021 | 82     | 279 → 197 | 43           | Sieger: £3.375 Verlierer: £1.125       |
| Dritte Qualifikationsrunde | 2. Oktober 2021    | 41     | 197 → 156 | keine        | Sieger: £5.625 Verlierer: £1.875       |
| Vierte Qualifikationsrunde | 16. Oktober 2021   | 32     | 156 → 124 | 23           | Sieger: £9.375 Verlierer: £3.125       |
| Erste Hauptrunde           | 6. November 2021   | 40     | 124 → 84  | 48           | £22.629                                |
| Zweite Hauptrunde          | 4. Dezember 2021   | 20     | 84 → 64   | keine        | £34.000                                |
| Dritte Hauptrunde          | 8. Januar 2022     | 32     | 64 → 32   | 44           | £82.000                                |
| Vierte Hauptrunde          | 5. Februar 2022    | 16     | 32 → 16   | keine        | £90.000                                |
| Fünfte Hauptrunde          | 2. März 2022       | 8      | 16 → 8    | keine        | £180.000                               |
| Viertelfinale              | 19. März 2022      | 4      | 8 → 4     | keine        | £360.000                               |
| Halbfinale                 | 16./17. April 2022 | 2      | 4 → 2     | keine        | Sieger: £900.000 Verlierer: £450.000   |
| Finale                     | 14. Mai 2022       | 1      | 2 → 1     | keine        | Sieger: £1.800.000 Verlierer: £900.000 |

## Modus
Der FA Cup wird in Runden ausgespielt. Teilnehmen kann jede Mannschaft, die ein bestimmtes Leistungsniveau hat und ein angemessenes Spielfeld besitzt. Die Paarungen jeder Runde werden in einer offenen Auslosung ohne Setzliste ausgelost. Die zuerst gezogene Mannschaft hat Heimrecht. Endet das Spiel unentschieden, findet ein Rückspiel auf dem Platz der anderen Mannschaft statt. Endet das Rückspiel ebenfalls unentschieden, geht das Spiel in die Verlängerung bzw. ins Elfmeterschießen. Dieser Modus gilt bis zur vierten Hauptrunde. Ab der fünften Hauptrunde gibt es nur ein Spiel, das ggf. durch Verlängerung und Elfmeterschießen entschieden wird. Am 20. Dezember 2021 wurde es entschieden, dass auch die Spiele in der 3. und 4. Runde durch ein Spiel entschieden werden. Grund war der Anstieg von SARS-CoV-2-Infektionen unter den meisten Mannschaften der Premier League und EFL während der angehenden COVID-19-Pandemie im Vereinigten Königreich.
Einige Mannschaften sind von bestimmten Runden freigestellt:
- In der zweiten Qualifikationsrunde kommen die Mannschaften der National League North/South (6. Spielklasse des englischen Ligabetriebes) hinzu.
- In der vierten Qualifikationsrunde kommen die Mannschaften der National League (5. Spielklasse des englischen Ligabetriebes) hinzu.
- In der ersten Hauptrunde kommen die Mannschaften der League 1 und 2 der Football League (3. und 4. Spielklasse des englischen Ligabetriebes) hinzu.
- In der dritten Hauptrunde am ersten Januarwochenende kommen die Mannschaften des Football League Championship (2. Spielklasse des englischen Ligabetriebes) und der Premier League (1. Spielklasse des englischen Ligabetriebes) hinzu.

Die Halbfinalspiele und das Finale finden im Wembley-Stadion statt.
Jeder Sieger erhält eine Prämie aus den Fernsehgeldern, die nach Runden gestaffelt ist.

## Hauptrunde

### Erste Hauptrunde
In der ersten Hauptrunde traten die jeweils 24 Mannschaften der Football League One und der Two in den Wettbewerb ein. Die Auslosung der Begegnungen fand am 17. Oktober 2021 statt. Die Spiele fanden zwischen dem 5. und 8. November 2021 statt.
| Datum                       |                              | Ergebnis |                             |
| --------------------------- | ---------------------------- | -------- | --------------------------- |
| 5. November 2021, 19:55 GMT | AFC Sudbury (VIII)           | 0:4      | Colchester United (IV)      |
| 6. November 2021, 13:00 GMT | Scunthorpe United (IV)       | 0:1      | Doncaster Rovers (III)      |
| 6. November 2021, 14:00 GMT | FC Gillingham (III)          | 1:1      | Cheltenham Town (III)       |
| 6. November 2021, 15:00 GMT | FC Boreham Wood (V)          | 2:0      | FC Eastleigh (V)            |
| 6. November 2021, 15:00 GMT | Bradford City (IV)           | 1:1      | Exeter City (IV)            |
| 6. November 2021, 15:00 GMT | Carlisle United (IV)         | 2:0      | FC Horsham (VII)            |
| 6. November 2021, 15:00 GMT | Charlton Athletic (III)      | 4:0      | Havant & Waterlooville (VI) |
| 6. November 2021, 15:00 GMT | FC Chesterfield (V)          | 3:1      | Southend United (V)         |
| 6. November 2021, 15:00 GMT | Crawley Town (IV)            | 0:1      | Tranmere Rovers (IV)        |
| 6. November 2021, 15:00 GMT | Crewe Alexandra (III)        | 0:3      | Swindon Town (IV)           |
| 6. November 2021, 15:00 GMT | Fleetwood Town (III)         | 1:2      | Burton Albion (III)         |
| 6. November 2021, 15:00 GMT | FC Gateshead (VI)            | 2:2      | FC Altrincham (V)           |
| 6. November 2021, 15:00 GMT | FC Halifax Town (V)          | 7:4      | Maidenhead United (V)       |
| 6. November 2021, 15:00 GMT | Harrogate Town (IV)          | 2:1      | AFC Wrexham (V)             |
| 6. November 2021, 15:00 GMT | Hartlepool United (IV)       | 2:2      | Wycombe Wanderers (III)     |
| 6. November 2021, 15:00 GMT | Hayes & Yeading United (VII) | 0:1      | Sutton United (IV)          |
| 6. November 2021, 15:00 GMT | Ipswich Town (III)           | 1:1      | Oldham Athletic (IV)        |
| 6. November 2021, 15:00 GMT | Kidderminster Harriers (VI)  | 1:0      | Grimsby Town (V)            |
| 6. November 2021, 15:00 GMT | King’s Lynn Town (V)         | 0:1      | FC Walsall (IV)             |
| 6. November 2021, 15:00 GMT | Leyton Orient (IV)           | 1:0      | Ebbsfleet United (VI)       |
| 6. November 2021, 15:00 GMT | Lincoln City (III)           | 1:0      | Bowers & Pitsea (VII)       |
| 6. November 2021, 15:00 GMT | Milton Keynes Dons (III)     | 2:2      | FC Stevenage (IV)           |
| 6. November 2021, 15:00 GMT | FC Morecambe (III)           | 1:0      | AFC Newport County (IV)     |
| 6. November 2021, 15:00 GMT | Northampton Town (IV)        | 2:2      | Cambridge United (III)      |
| 6. November 2021, 15:00 GMT | Port Vale (IV)               | 5:1      | Accrington Stanley (III)    |
| 6. November 2021, 15:00 GMT | FC Portsmouth (III)          | 1:0      | Harrow Borough (VII)        |
| 6. November 2021, 15:00 GMT | Rotherham United (III)       | 3:0      | FC Bromley (V)              |
| 6. November 2021, 15:00 GMT | AFC Sunderland (III)         | 0:1      | Mansfield Town (IV)         |
| 6. November 2021, 15:00 GMT | Wigan Athletic (III)         | 0:0      | Solihull Moors (V)          |
| 6. November 2021, 15:00 GMT | AFC Wimbledon (III)          | 1:0      | AFC Guiseley (VI)           |
| 6. November 2021, 15:00 GMT | Yate Town (VII)              | 0:5      | Yeovil Town (V)             |
| 6. November 2021, 15:00 GMT | York City (VI)               | 0:1      | FC Buxton (VII)             |
| 6. November 2021, 17:15 GMT | Banbury United (VII)         | 0:4      | AFC Barrow (IV)             |
| 7. November 2021, 12:15 GMT | Sheffield Wednesday (III)    | 0:0      | Plymouth Argyle (III)       |
| 7. November 2021, 13:00 GMT | Oxford United (III)          | 2:2      | Bristol Rovers (IV)         |
| 7. November 2021, 15:00 GMT | Bolton Wanderers (III)       | 2:2      | Stockport County (V)        |
| 7. November 2021, 15:00 GMT | AFC Rochdale (IV)            | 1:1      | Notts County (V)            |
| 7. November 2021, 15:00 GMT | Stratford Town (VII)         | 1:5      | Shrewsbury Town (III)       |
| 7. November 2021, 17:15 GMT | St Albans City (VI)          | 3:2      | Forest Green Rovers (IV)    |
| 8. November 2021, 19:45 GMT | Dagenham & Redbridge (V)     | 0:1      | Salford City (IV)           |

Wiederholungsspiele
| Datum                        |                         | Ergebnis  |                           |
| ---------------------------- | ----------------------- | --------- | ------------------------- |
| 16. November 2021, 19:00 GMT | Bristol Rovers (IV)     | 4:3 n. V. | Oxford United (III)       |
| 16. November 2021, 19:45 GMT | FC Altrincham (V)       | 2:3       | FC Gateshead (VI)         |
| 16. November 2021, 19:45 GMT | Cambridge United (III)  | 3:1       | Northampton Town (IV)     |
| 16. November 2021, 19:45 GMT | Cheltenham Town (III)   | 1:0       | FC Gillingham (III)       |
| 16. November 2021, 19:45 GMT | Notts County (V)        | 1:2       | AFC Rochdale (IV)         |
| 16. November 2021, 19:45 GMT | Oldham Athletic (IV)    | 1:2       | Ipswich Town (III)        |
| 16. November 2021, 19:45 GMT | Plymouth Argyle (III)   | 3:0       | Sheffield Wednesday (III) |
| 16. November 2021, 19:45 GMT | Solihull Moors (V)      | 1:2 n. V. | Wigan Athletic (III)      |
| 16. November 2021, 19:45 GMT | FC Stevenage (IV)       | 2:1 n. V. | Milton Keynes Dons (III)  |
| 16. November 2021, 19:45 GMT | Wycombe Wanderers (III) | 0:1       | Hartlepool United (IV)    |
| 17. November 2021, 19:45 GMT | Stockport County (V)    | 5:3 n. V. | Bolton Wanderers (IV)     |
| 30. November 2021, 19:45 GMT | Exeter City (IV)        | 12:1 1    | Bradford City (IV)        |

### Zweite Hauptrunde
Die Partien der zweiten Hauptrunde wurden am 8. November 2021 ausgelost. Die Spiele fanden zwischen dem 3. und 6. Dezember 2021 statt.
| Datum                       |                             | Ergebnis |                         |
| --------------------------- | --------------------------- | -------- | ----------------------- |
| 3. Dezember 2021, 19:45 GMT | FC Gateshead (VI)           | 0:2      | Charlton Athletic (III) |
| 3. Dezember 2021, 19:45 GMT | Rotherham United (III)      | 1:0      | Stockport County (V)    |
| 4. Dezember 2021, 12:45 GMT | FC Buxton (VII)             | 0:1      | FC Morecambe (III)      |
| 4. Dezember 2021, 15:00 GMT | Bristol Rovers (IV)         | 2:1      | Sutton United (IV)      |
| 4. Dezember 2021, 15:00 GMT | Burton Albion (III)         | 1:2      | Port Vale (IV)          |
| 4. Dezember 2021, 15:00 GMT | Cambridge United (III)      | 2:1      | Exeter City (IV)        |
| 4. Dezember 2021, 15:00 GMT | Carlisle United (IV)        | 1:2      | Shrewsbury Town (III)   |
| 4. Dezember 2021, 15:00 GMT | Doncaster Rovers (III)      | 2:3      | Mansfield Town (IV)     |
| 4. Dezember 2021, 15:00 GMT | Ipswich Town (III)          | 0:0      | AFC Barrow (IV)         |
| 4. Dezember 2021, 15:00 GMT | Leyton Orient (IV)          | 4:0      | Tranmere Rovers (IV)    |
| 4. Dezember 2021, 15:00 GMT | Lincoln City (III)          | 0:1      | Hartlepool United (IV)  |
| 4. Dezember 2021, 15:00 GMT | FC Portsmouth (III)         | 1:2      | Harrogate Town (IV)     |
| 4. Dezember 2021, 15:00 GMT | FC Walsall (IV)             | 1:2      | Swindon Town (IV)       |
| 4. Dezember 2021, 15:00 GMT | AFC Wimbledon (III)         | 4:3      | Cheltenham Town (III)   |
| 4. Dezember 2021, 17:30 GMT | Yeovil Town (V)             | 1:0      | FC Stevenage (IV)       |
| 5. Dezember 2021, 12:15 GMT | AFC Rochdale (IV)           | 1:2      | Plymouth Argyle (III)   |
| 5. Dezember 2021, 12:30 GMT | Colchester United (IV)      | 1:2      | Wigan Athletic (III)    |
| 5. Dezember 2021, 16:00 GMT | Kidderminster Harriers (VI) | 2:0      | FC Halifax Town (V)     |
| 5. Dezember 2021, 17:15 GMT | Salford City (IV)           | 0:2      | FC Chesterfield (V)     |
| 6. Dezember 2021, 19:45 GMT | FC Boreham Wood (V)         | 4:0      | St Albans City (VI)     |

Wiederholungsspiel
| Datum                        |                 | Ergebnis |                    |
| ---------------------------- | --------------- | -------- | ------------------ |
| 15. Dezember 2021, 19:45 GMT | AFC Barrow (IV) | 2:0      | Ipswich Town (III) |

### Dritte Hauptrunde
In dieser Runde treten die 20 Mannschaften der FA Premier League und die 24 Teams der Football League Championship in den Wettbewerb ein. Die Partien der dritten Hauptrunde wurden am 6. Dezember 2021 ausgelost. Sie sollen zwischen dem 7. und 10. Januar 2022 stattfinden. Aufgrund von Covid-19 wurde beschlossen, in der dritten Hauptrunde auf Wiederholungsspiele zu verzichten. Stattdessen erfolgt eine Verlängerung und bei Bedarf ein Elfmeterschießen.
| Datum                      |                             | Ergebnis              |                            |
| -------------------------- | --------------------------- | --------------------- | -------------------------- |
| 7. Januar 2022, 20:00 GMT  | Swindon Town (IV)           | 1:4                   | Manchester City (I)        |
| 8. Januar 2022, 12:15 GMT  | Mansfield Town (IV)         | 2:3                   | FC Middlesbrough (II)      |
| 8. Januar 2022, 12:30 GMT  | Bristol City (II)           | 0:1 n. V.             | FC Fulham (II)             |
| 8. Januar 2022, 12:30 GMT  | FC Burnley (I)              | 1:2                   | Huddersfield Town (II)     |
| 8. Januar 2022, 12:30 GMT  | Coventry City (II)          | 1:0                   | Derby County (II)          |
| 8. Januar 2022, 12:30 GMT  | Hartlepool United (IV)      | 2:1                   | FC Blackpool (II)          |
| 8. Januar 2022, 12:45 GMT  | FC Millwall (II)            | 1:2                   | Crystal Palace (I)         |
| 8. Januar 2022, 15:00 GMT  | FC Barnsley (II)            | 5:4 n. V.             | AFC Barrow (IV)            |
| 8. Januar 2022, 15:00 GMT  | Boreham Wood (V)            | 2:0                   | AFC Wimbledon (III)        |
| 8. Januar 2022, 15:00 GMT  | Kidderminster Harriers (VI) | 2:1                   | FC Reading (II)            |
| 8. Januar 2022, 15:00 GMT  | Leicester City (I)          | 4:1                   | FC Watford (I)             |
| 8. Januar 2022, 15:00 GMT  | Newcastle United (I)        | 0:1                   | Cambridge United (III)     |
| 8. Januar 2022, 15:00 GMT  | Peterborough United (II)    | 2:1                   | Bristol Rovers (IV)        |
| 8. Januar 2022, 15:00 GMT  | Port Vale (IV)              | 1:4                   | FC Brentford (I)           |
| 8. Januar 2022, 15:00 GMT  | Queens Park Rangers (II)    | 1:1 n. V. (8:7 i. E.) | Rotherham United (III)     |
| 8. Januar 2022, 15:00 GMT  | West Bromwich Albion (II)   | 1:2 n. V.             | Brighton & Hove Albion (I) |
| 8. Januar 2022, 15:00 GMT  | Wigan Athletic (III)        | 3:2                   | Blackburn Rovers (II)      |
| 8. Januar 2022, 17:30 GMT  | Birmingham City (II)        | 0:1 n. V.             | Plymouth Argyle (III)      |
| 8. Januar 2022, 17:30 GMT  | FC Chelsea (I)              | 5:1                   | FC Chesterfield (V)        |
| 8. Januar 2022, 17:30 GMT  | Hull City (II)              | 2:3 n. V.             | FC Everton (I)             |
| 8. Januar 2022, 17:30 GMT  | Swansea City (II)           | 2:3 n. V.             | FC Southampton (I)         |
| 8. Januar 2022, 17:30 GMT  | Yeovil Town (V)             | 1:3                   | AFC Bournemouth (II)       |
| 9. Januar 2022, 12:30 GMT  | Luton Town (II)             | 4:0                   | Harrogate Town (IV)        |
| 9. Januar 2022, 14:00 GMT  | Cardiff City (II)           | 2:1                   | Preston North End (II)     |
| 9. Januar 2022, 14:00 GMT  | Charlton Athletic (III)     | 0:1                   | Norwich City (I)           |
| 9. Januar 2022, 14:00 GMT  | FC Liverpool (I)            | 4:1                   | Shrewsbury Town (III)      |
| 9. Januar 2022, 14:00 GMT  | Stoke City (II)             | 2:0                   | Leyton Orient (IV)         |
| 9. Januar 2022, 14:00 GMT  | Tottenham Hotspur (I)       | 3:1                   | FC Morecambe (III)         |
| 9. Januar 2022, 14:00 GMT  | West Ham United (I)         | 2:0                   | Leeds United (I)           |
| 9. Januar 2022, 14:00 GMT  | Wolverhampton Wanderers (I) | 3:0                   | Sheffield United (II)      |
| 9. Januar 2022, 17:10 GMT  | Nottingham Forest (II)      | 1:0                   | FC Arsenal (I)             |
| 10. Januar 2022, 19:55 GMT | Manchester United (I)       | 1:0                   | Aston Villa (I)            |

### Vierte Hauptrunde
Die Auslosung für die vierte Hauptrunde fand am 9. Januar 2022 statt. Die Spiele sollen zwischen dem 4. und dem 7. Februar 2022 ausgetragen werden. Aufgrund von Covid-19 wurde beschlossen, ab der dritten Hauptrunde auf Wiederholungsspiele zu verzichten. Stattdessen erfolgt eine Verlängerung und bei Bedarf ein Elfmeterschießen.
| Datum                      |                             | Ergebnis              |                            |
| -------------------------- | --------------------------- | --------------------- | -------------------------- |
| 4. Februar 2022, 20:00 GMT | Manchester United (I)       | 0:0 n. V. (7:8 i. E.) | FC Middlesbrough (II)      |
| 5. Februar 2022, 12:30 GMT | FC Chelsea (I)              | 2:1 n. V.             | Plymouth Argyle (III)      |
| 5. Februar 2022, 12:30 GMT | Kidderminster Harriers (VI) | 1:2 n. V.             | West Ham United (I)        |
| 5. Februar 2022, 15:00 GMT | Crystal Palace (I)          | 2:0                   | Hartlepool United (IV)     |
| 5. Februar 2022, 15:00 GMT | FC Everton (I)              | 4:1                   | FC Brentford (I)           |
| 5. Februar 2022, 15:00 GMT | Huddersfield Town (II)      | 1:0                   | FC Barnsley (II)           |
| 5. Februar 2022, 15:00 GMT | Manchester City (I)         | 4:1                   | FC Fulham (II)             |
| 5. Februar 2022, 15:00 GMT | Peterborough United (II)    | 2:0                   | Queens Park Rangers (II)   |
| 5. Februar 2022, 15:00 GMT | FC Southampton (I)          | 2:1 n. V.             | Coventry City (II)         |
| 5. Februar 2022, 15:00 GMT | Stoke City (II)             | 2:0                   | Wigan Athletic (III)       |
| 5. Februar 2022, 15:00 GMT | Wolverhampton Wanderers (I) | 0:1                   | Norwich City (I)           |
| 5. Februar 2022, 17:30 GMT | Cambridge United (III)      | 0:3                   | Luton Town (II)            |
| 5. Februar 2022, 20:00 GMT | Tottenham Hotspur (I)       | 3:1                   | Brighton & Hove Albion (I) |
| 6. Februar 2022, 12:00 GMT | FC Liverpool (I)            | 3:1                   | Cardiff City (II)          |
| 6. Februar 2022, 16:00 GMT | Nottingham Forest (II)      | 4:1                   | Leicester City (I)         |
| 6. Februar 2022, 18:30 GMT | AFC Bournemouth (II)        | 0:1                   | FC Boreham Wood (V)        |

### Fünfte Hauptrunde
Die Auslosung für die fünfte Hauptrunde fand am 6. Februar 2022. Die Spiele wurden zwischen dem 1. und 7. März 2022 ausgetragen.
| Datum                   |                          | Ergebnis  |                        |
| ----------------------- | ------------------------ | --------- | ---------------------- |
| 1. März 2022, 19:15 GMT | Peterborough United (II) | 0:2       | Manchester City (I)    |
| 1. März 2022, 19:30 GMT | Crystal Palace (I)       | 2:1       | Stoke City (II)        |
| 1. März 2022, 19:55 GMT | FC Middlesbrough (II)    | 1:0 n. V. | Tottenham Hotspur (I)  |
| 2. März 2022, 19:15 GMT | Luton Town (II)          | 2:3       | FC Chelsea (I)         |
| 2. März 2022, 19:30 GMT | FC Southampton (I)       | 3:1       | West Ham United (I)    |
| 2. März 2022, 20:15 GMT | FC Liverpool (I)         | 2:1       | Norwich City (I)       |
| 3. März 2022, 20:15 GMT | FC Everton (I)           | 2:0       | FC Boreham Wood (V)    |
| 7. März 2022, 19:30 GMT | Nottingham Forest (II)   | 2:1       | Huddersfield Town (II) |

### Viertelfinale
Die Auslosung der Begegnungen des Viertelfinales (sechste Hauptrunde) wurde vor dem Spiel FC Everton gegen FC Boreham Wood am 3. März 2022 durchgeführt. Die Partien wurden am 19. und 20. März 2022 ausgetragen.
| Datum                    |                        | Ergebnis |                     |
| ------------------------ | ---------------------- | -------- | ------------------- |
| 19. März 2022, 17:15 GMT | FC Middlesbrough (II)  | 0:2      | FC Chelsea (I)      |
| 20. März 2022, 12:30 GMT | Crystal Palace (I)     | 4:0      | FC Everton (I)      |
| 20. März 2022, 15:00 GMT | FC Southampton (I)     | 1:4      | Manchester City (I) |
| 20. März 2022, 18:00 GMT | Nottingham Forest (II) | 0:1      | FC Liverpool (I)    |

### Halbfinale
Die Auslosung der Halbfinal-Paarungen fand am 20. März 2022 statt. Die Partien wurden am 16. und 17. April 2022 im Wembley Stadium in London ausgetragen.
| Datum                     |                     | Ergebnis |                    |
| ------------------------- | ------------------- | -------- | ------------------ |
| 16. April 2022, 15:30 BST | Manchester City (I) | 2:3      | FC Liverpool (I)   |
| 17. April 2022, 16:30 BST | FC Chelsea (I)      | 2:0      | Crystal Palace (I) |

## Finale
| FC Liverpool                                                | FC Liverpool | FC Chelsea | FC Chelsea | Aufstellung                               |
| ----------------------------------------------------------- | --- | --- | ---------- | ----------------------------------------- |
| FC Liverpool                                                | \| 14. Mai 2022 um 16:45 Uhr (BST) in London (Wembley-Stadion) \| \| Ergebnis: 0:0 n. V., 6:5 i. E. \| \| Zuschauer: 84.897 \| \| Schiedsrichter: Craig Pawson (Sheffield & Hallamshire) \| \| Spielbericht \|                                                                                                 | \| 14. Mai 2022 um 16:45 Uhr (BST) in London (Wembley-Stadion) \| \| Ergebnis: 0:0 n. V., 6:5 i. E. \| \| Zuschauer: 84.897 \| \| Schiedsrichter: Craig Pawson (Sheffield & Hallamshire) \| \| Spielbericht \| | FC Chelsea | Aufstellung FC Liverpool gegen FC Chelsea |
| FC Liverpool                                                | Alisson – Trent Alexander-Arnold, Ibrahima Konaté, Virgil van Dijk (91. Joël Matip), Andrew Robertson (111. Kostas Tsimikas) – Naby Keïta (74. James Milner), Jordan Henderson , Thiago – Mohamed Salah (33. Diogo Jota), Sadio Mané, Luis Díaz (98. Roberto Firmino) Cheftrainer: Jürgen Klopp ( Deutschland) | Édouard Mendy – Trevoh Chalobah (106. César Azpilicueta), Thiago Silva, Antonio Rüdiger – Reece James, Jorginho , Mateo Kovačić (66. N’Golo Kanté), Marcos Alonso – Mason Mount, Romelu Lukaku (85. Hakim Ziyech), Christian Pulisic (106. Ruben Loftus-Cheek, 120. Ross Barkley) Cheftrainer: Thomas Tuchel ( Deutschland) | FC Chelsea | Aufstellung FC Liverpool gegen FC Chelsea |
| FC Liverpool                                                | Elfmeterschießen | | FC Chelsea | Aufstellung FC Liverpool gegen FC Chelsea |
| FC Liverpool                                                | 1:1 James Milner 2:1 Thiago 3:2 Roberto Firmino 4:3 Trent Alexander-Arnold Édouard Mendy hält gegen Sadio Mané 5:5 Diogo Jota 6:5 Kostas Tsimikas | 0:1 Marcos Alonso César Azpilicueta trifft den rechten Pfosten 2:2 Reece James 3:3 Ross Barkley 4:4 Jorginho 4:5 Hakim Ziyech Alisson hält gegen Mason Mount | FC Chelsea | Aufstellung FC Liverpool gegen FC Chelsea |
| FC Liverpool                                                | Reece James (77.) | | FC Chelsea | Aufstellung FC Liverpool gegen FC Chelsea |
| FC Liverpool                                                | Spieler des Spiels: Luis Díaz | | FC Chelsea | Aufstellung FC Liverpool gegen FC Chelsea |
| 14. Mai 2022 um 16:45 Uhr (BST) in London (Wembley-Stadion) | | |            |                                           |
| Ergebnis: 0:0 n. V., 6:5 i. E.                              | | |            |                                           |
| Zuschauer: 84.897                                           | | |            |                                           |
| Schiedsrichter: Craig Pawson (Sheffield & Hallamshire)      | | |            |                                           |
| Spielbericht                                                | | |            |                                           |